# Championnat de Bahreïn de football 2025-2026
Navigation
Bahraini Premier League 2024-2025 Bahraini Premier League 2026-2027
La saison 2025-2026 de Bahraini Premier League est la 69e édition du Championnat de Bahreïn de football, aussi connu sous le nom de « Nasser Bin Hamad Premier League ». 
Le Al-Muharraq Club est le tenant du titre après avoir remporté pour la 35e fois la compétition alors que le Budaiya Club et le Al Hidd SCC, rejoignent ce niveau de la compétition.

## Réglement
La Bahraini Premier League 2025-2026 est composé de douze clubs qui s'affrontent tous lors de confrontations aller et retour. Le champion est l'équipe qui obtient le plus grand nombre de points après les 22 journées de championnat. À la fin de la compétition, le champion et le vainqueur de la Coupe de Bahreïn de football 2025-2026 se qualifient pour la Ligue des champions 2 2026-2027, le deuxième pour la Coupe du Golfe des clubs champions 2026-2027 et les deux derniers sont relégué en Bahraini Second Division l'année suivante. Les 9e et 10e participent à un championnat de barrage à quatre face au 3e et 4e de Second Division qui permet de désigner les équipes restant ou rejoignant le championnat.
Le classement est calculé avec le barème de points suivant : une victoire vaut trois points, le match nul un. La défaite ne rapporte aucun point.
À égalité de points, les critères de départage sont les suivants :
1. Plus grand nombre de points dans les confrontations directes ;
2. Plus grande différence de buts dans les confrontations directes ;
3. Plus grand nombre de buts marqués dans les confrontations directes ;
4. Plus grande différence de buts générale ;
5. Plus grand nombre de buts marqués.

Les règles 1,2 et 3 de départage des clubs lors des rencontres disputées entre eux ne peuvent s’appliquer que si les deux matchs les ayant opposés ont été joués.

## Participants
L'édition 2025-2026 est la 4e édition à douze équipes, les deux promus de Bahraini Second Division sont le Budaiya Club et le Al Hidd SCC. Ces deux clubs remplacent les deux clubs relégués, le East Riffa SCC et le Manama Club.
| Club             | Ville      | Classement 2024-2025 | Stade                                                                 | Capacité             |
| ---------------- | ---------- | -------------------- | --------------------------------------------------------------------- | -------------------- |
| Al-Muharraq Club | Muharraq   | 1er                  | Stade Al Muharraq Stade national de Bahreïn Stade Khalifa Sports City | 20 000 24 000 15 000 |
| Al-Khaldiya SC   | Hamad Town | 2e                   | Stade Al Muharraq Stade national de Bahreïn Stade Khalifa Sports City | 20 000 24 000 15 000 |
| Sitra CSC        | Sitra      | 3e                   | Stade Al Muharraq Stade national de Bahreïn Stade Khalifa Sports City | 20 000 24 000 15 000 |
| Al Riffa SC      | Riffa      | 4e                   | Stade Al Muharraq Stade national de Bahreïn Stade Khalifa Sports City | 20 000 24 000 15 000 |
| Al-Shabab Club   | Jidhafs    | 5e                   | Stade Al Muharraq Stade national de Bahreïn Stade Khalifa Sports City | 20 000 24 000 15 000 |
| Al-Ahli Club     | Manama     | 6e                   | Stade Al Muharraq Stade national de Bahreïn Stade Khalifa Sports City | 20 000 24 000 15 000 |
| Al Najma SC      | Manama     | 7e                   | Stade Al Muharraq Stade national de Bahreïn Stade Khalifa Sports City | 20 000 24 000 15 000 |
| Malkiya SCC      | Malkiya    | 8e                   | Stade Al Muharraq Stade national de Bahreïn Stade Khalifa Sports City | 20 000 24 000 15 000 |
| Al Bahrain SC    | Muharraq   | 9e                   | Stade Al Muharraq Stade national de Bahreïn Stade Khalifa Sports City | 20 000 24 000 15 000 |
| A'Ali SC         | A'ali      | 10e                  | Stade Al Muharraq Stade national de Bahreïn Stade Khalifa Sports City | 20 000 24 000 15 000 |
| Budaiya Club     | Budaiya    | 1er                  | Stade Al Muharraq Stade national de Bahreïn Stade Khalifa Sports City | 20 000 24 000 15 000 |
| Al Hidd SCC      | Al Hidd    | 2e                   | Stade Al Muharraq Stade national de Bahreïn Stade Khalifa Sports City | 20 000 24 000 15 000 |

Légende des couleurs
- Phase de groupe de la Ligue des champions 2 2025-2026
- Phase de groupe de la Coupe du Golfe des clubs champions 2025-2026
- Promu de la Bahraini Second Division 2024-2025

## Compétition

### Classement
| Rang | Équipe             | Pts | J | G | N | P | Bp | Bc | Diff |
| ---- | ------------------ | --- | - | - | - | - | -- | -- | ---- |
| 1    | A'Ali SC           | 0   | 0 | 0 | 0 | 0 | 0  | 0  | 0    |
| 2    | Al-Ahli Club       | 0   | 0 | 0 | 0 | 0 | 0  | 0  | 0    |
| 3    | Al Hidd SCC P      | 0   | 0 | 0 | 0 | 0 | 0  | 0  | 0    |
| 4    | Al-Khaldiya SC T   | 0   | 0 | 0 | 0 | 0 | 0  | 0  | 0    |
| 5    | Al-Muharraq Club T | 0   | 0 | 0 | 0 | 0 | 0  | 0  | 0    |
| 6    | Al Najma SC        | 0   | 0 | 0 | 0 | 0 | 0  | 0  | 0    |
| 7    | Al Riffa SC        | 0   | 0 | 0 | 0 | 0 | 0  | 0  | 0    |
| 8    | Al-Shabab Club     | 0   | 0 | 0 | 0 | 0 | 0  | 0  | 0    |
| 9    | Al Bahrain SC      | 0   | 0 | 0 | 0 | 0 | 0  | 0  | 0    |
| 10   | Budaiya Club P     | 0   | 0 | 0 | 0 | 0 | 0  | 0  | 0    |
| 11   | Malkiya SCC        | 0   | 0 | 0 | 0 | 0 | 0  | 0  | 0    |
| 12   | Sitra CSC          | 0   | 0 | 0 | 0 | 0 | 0  | 0  | 0    |

| Légende : Qualifications et relégations | Légende : Qualifications et relégations                                                                   |
| --------------------------------------- | --- |
|                                         | Phase de groupe de la Ligue des champions 2 2026-2027                                                     |
|                                         | Tour préliminaire de la Ligue des champions 2 2026-2027                                                   |
|                                         | Phase de groupe de la Coupe du Golfe 2026-2027                                                            |
|                                         | Barrage de relégation                                                                                     |
|                                         | Relégation en Bahraini Second Division                                                                    |
|                                         | T : Tenant du titre P : Promus de Bahraini Second Division C : Vainqueur de la Coupe de Bahreïn 2025-2026 |

### Résultats
| Résultats (▼dom., ►ext.)                                   | AASC | AC | HSCC | KSC | MC | NSC | RSC | SC | BSC | BC | MSCC | SCSC |
| A'Ali SC                                                   |      | -  | -    | -   | -  | -   | -   | -  | -   | -  | -    | -    |
| Al-Ahli Club                                               | -    |    | -    | -   | -  | -   | -   | -  | -   | -  | -    | -    |
| Al Hidd SCC                                                | -    | -  |      | -   | -  | -   | -   | -  | -   | -  | -    | -    |
| Al-Khaldiya SC                                             | -    | -  | -    |     | -  | -   | -   | -  | -   | -  | -    | -    |
| Al-Muharraq Club                                           | -    | -  | -    | -   |    | -   | -   | -  | -   | -  | -    | -    |
| Al Najma SC                                                | -    | -  | -    | -   | -  |     | -   | -  | -   | -  | -    | -    |
| Al Riffa SC                                                | -    | -  | -    | -   | -  | -   |     | -  | -   | -  | -    | -    |
| Al-Shabab Club                                             | -    | -  | -    | -   | -  | -   | -   |    | -   | -  | -    | -    |
| Al Bahrain SC                                              | -    | -  | -    | -   | -  | -   | -   | -  |     | -  | -    | -    |
| Budaiya Club                                               | -    | -  | -    | -   | -  | -   | -   | -  | -   |    | -    | -    |
| Malkiya SCC                                                | -    | -  | -    | -   | -  | -   | -   | -  | -   | -  |      | -    |
| Sitra CSC                                                  | -    | -  | -    | -   | -  | -   | -   | -  | -   | -  | -    |      |
| - Victoire à domicile - Match nul - Victoire à l'extérieur |      |    |      |     |    |     |     |    |     |    |      |      |

### Barrages de relégation
Les 9e et 10e participent à un barrage de relégation à quatre face au 3e et 4e de Second Division qui permet de désigner les équipes restant ou rejoignant le championnat. 
| Rang | Équipe | Pts | J | G | N | P | Bp | Bc | Diff |
| ---- | ------ | --- | - | - | - | - | -- | -- | ---- |
| 1    |        | 0   | 0 | 0 | 0 | 0 | 0  | 0  | 0    |
| 2    |        | 0   | 0 | 0 | 0 | 0 | 0  | 0  | 0    |
| 3    |        | 0   | 0 | 0 | 0 | 0 | 0  | 0  | 0    |
| 4    |        | 0   | 0 | 0 | 0 | 0 | 0  | 0  | 0    |

| Légende : Qualifications et relégations | Légende : Qualifications et relégations |
| --------------------------------------- | --------------------------------------- |
|                                         | Relégation en Bahraini Second Division  |

## Bilan de la saison
| Championnat de Bahreïn de football 2025-2026 |   |
| Champion                                     |   |
| Coupes et trophées                           |   |
| Vainqueur de la Coupe de Bahreïn 2025-2026   | 0 |
| Qualifications continentales                 |   |
| Ligue des champions 2                        |   |
| Coupe du Golfe des clubs champions           |   |
| Promotions et relégations                    |   |
| Promus en Bahraini Premier League            |   |
| Relégués en Bahraini Second Division         |   |